# 多治見市役所
多治見市役所（たじみしやくしょ）は、地方公共団体である岐阜県多治見市の組織が入る施設（役所）。

## 概要
日ノ出町2丁目にある本庁舎と、多治見駅北口の音羽町1丁目にある駅北庁舎がある。駅北庁舎は市役所窓口部門、保健センター、子育て支援に関わる窓口などを集約している。市役所の平日夜間及び休日における宿直・日直業務は駅北庁舎で行っている。
本庁舎は1974年（昭和49年）完成。駅北庁舎は2015年（平成27年）に完成し、1月5日に開庁。

## 業務時間
月曜日から金曜日の8時30分から17時15分（土曜日・日曜日・祝日・年末年始を除く）。

## 業務内容

### 本庁舎
5階
- 議場
- 議会事務局

4階
- 秘書広報課
- 人事課
- 企画防災課
- 移住定住推進室
- 公共施設管理課
- 総務課
- 財政課
- 選挙管理委員会
- 監査委員
- 固定資産評価審査委員会
- 公平委員会事務局

3階
- 都市政策課
- 開発指導課
- 市街地整備課
- 道路河川課
- 用地課
- 建築住宅課
- 緑化公園課

2階
- 上下水道課
- 工事課

1階
- 産業観光課
- 企業誘致課
- 農業委員会事務局
- 環境課
- 文化スポーツ課
- くらし人権課
- 会計課

### 駅北庁舎
5階
- 情報課

3階
- 子ども支援課
- 保健センター
- 教育総務課
- 教育推進課
- 教育相談室
- 教育研究所

2階
- 税務課
- 福祉課
- 高齢福祉課

1階
- 保険年金課

## 地区事務所

### 現在の地区事務所
市之倉事務所
- 多治見市市之倉町8丁目138番地

滝呂事務所
- 多治見市滝呂町10丁目48番地

池田事務所
- 多治見市池田町7丁目16番地

脇之島事務所
- 多治見市脇之島町6丁目31番地の3

小泉事務所
- 多治見市小泉町8丁目80番地

旭ケ丘事務所
- 多治見市旭ヶ丘8丁目29番地の99

南姫事務所
- 多治見市大針町80番地の2

根本事務所
- 多治見市根本町3丁目55番地の1

笠原事務所
- 笠原町2081番地の1
  - 笠原町が多治見市編入されたさいには旧・笠原町役場を多治見市笠原庁舎としていた。2014年（平成26年）4月に笠原庁舎を廃止し、多治見市笠原中央公民館内に多治見市笠原事務所を設置。笠原庁舎跡地は多治見市モザイクタイルミュージアムとなっている。

### 廃止された地区事務所
共栄事務所
- 多治見市小名田町3丁目216番地
- 2021年（令和3年）5月末廃止。業務は多治見高田郵便局に委託[2]。

## 本庁舎の建て替え計画
- 日ノ出町2丁目にある本庁舎は老朽化のため、建て替えが検討されている。建設場所は駅北庁舎の南の隣接地（虎渓用水広場西の民有地）が予定され、駅北庁舎を本庁舎北棟、建設される新本庁舎を本庁舎南棟とする[3]。それに伴い、2022年（令和4年）に「多治見市役所の位置を定める条例」の一部改正が可決され、新庁舎の位置が「多治見市音羽町1丁目233番地」に定まった[4]。2020年時点では2024年度（令和6年度）に完成の計画であったが[5]遅れており、2021年時点の計画では2024年度建設着手、2026年度の完成となっていたが[4]、2025年時点の計画では2029年度完成の予定である。

## 交通アクセス
本庁舎
- JR中央本線・太多線 多治見駅下車、徒歩で約20分。
- ききょうバス：坂上ルート「市役所（南口）」または「市役所（西口）」バス停より徒歩ですぐ。

駅北庁舎
- JR中央本線・太多線 多治見駅下車、徒歩ですぐ。